# Taedong
Le Taedong (en chosŏn'gŭl : 대동강, hanja : 大同江) est l'un des principaux fleuves de la Corée du Nord. Il prend sa source dans les montagnes Rangnim au nord du pays, et se jette dans le golfe de Corée à Nampo, après avoir parcouru 439 kilomètres.
Il traverse la capitale Pyongyang, au niveau notamment du monument aux idées du Juche et de la place Kim Il-sung. Il donne son nom à la bière Taedonggang.

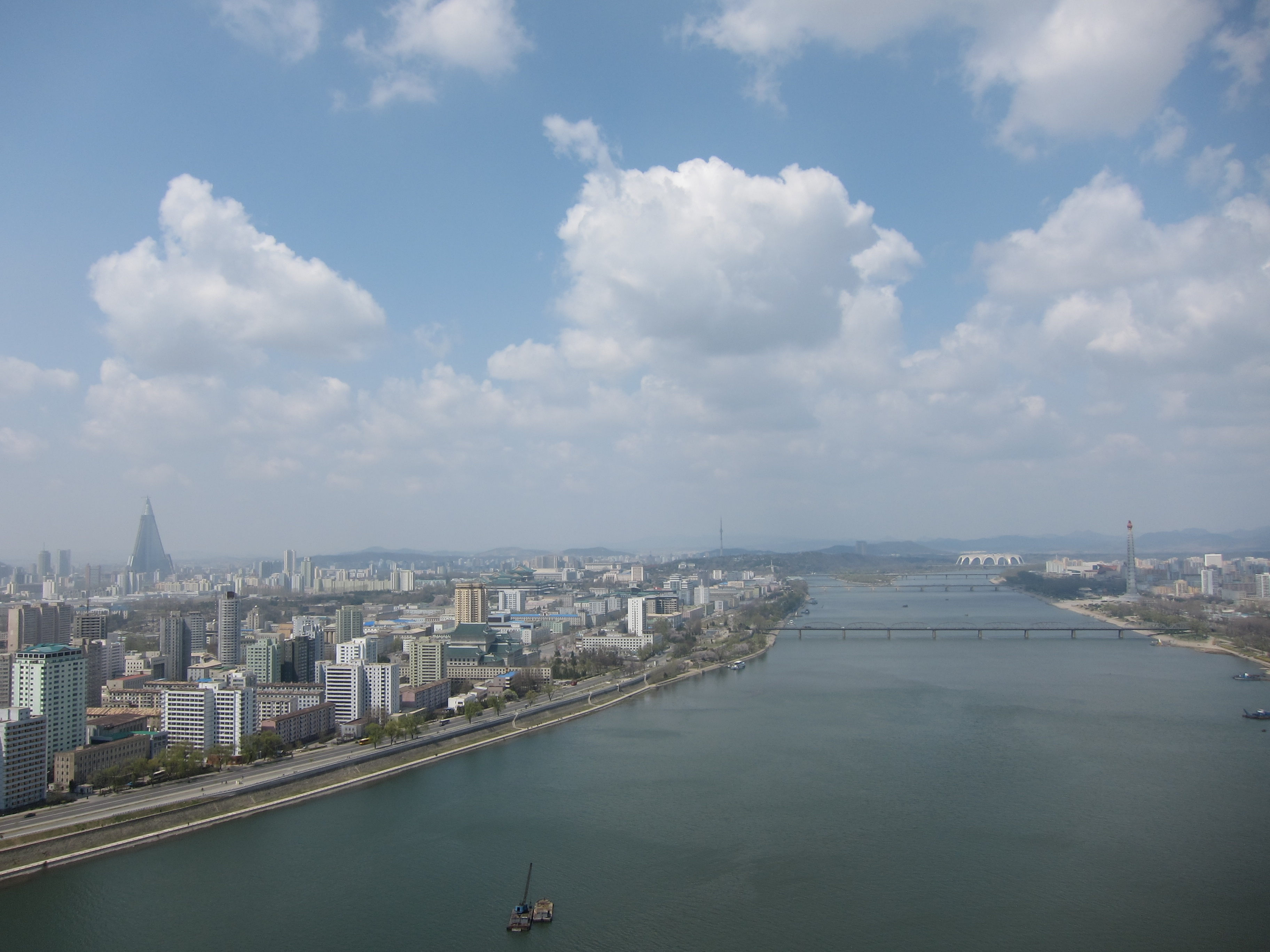
Le fleuve Taedong à Pyongyang.

## Affluents

### Rive gauche
- La Kyongsu (경수강) rejoint le Taedong à Sobaek-ri dans l'arrondissement de Taehung.
- La Huksu (흑수강) rejoint le Taedong au lieu-dit de Chindok dans l'arrondissement de Taehung.
- Le Kumsong (금성강) rejoint le Taedong à Changhyon-ri  dans l'arrondissement de Taehung.
- Le Matan (마탄강) rejoint le Taedong à Chisong-ri  au bord du lac Kumsong dans l'arrondissement de Maengsan.
- La Piryu (비류강) rejoint le Taedong dans l'arrondissement de Kangdong.
- Le Nam (남강), le principal affluent du fleuve, rejoint le Taedong non loin des quartiers de Kapmun, Sinch'on et Yongju.
- Le Kangnam (강남천),  rejoint le Taedong devant l'île de Pyokji non loin de Kangnam.
- Le Konyang (곤양강) rejoint le Taedong à Hadong dans l'arrondissement de Kangnam.
- La Hwangchu (황주천) rejoint le Taedong dans le quartier de Sinhung de la ville de Songrim.
- Le Chaeryong (재령강) rejoint le Taedong dans l'arrondissement de Hwangju.

### Rive droite
- Le Chikgol (직골천), rejoint le Taedong à Taedong-ri dans l'arrondissement de Taehung.
- Le Songryong (성룡강), rejoint le Taedong à Kindul  dans l'arrondissement de Nyongwon.
- Le Kumchon (금천강) rejoint le Taedong dans la ville de Sunchon.
- Le Pothong (보통강) rejoint le Taedong dans le quartier de Chongpyong de l'arrondissement de Pyongchon à Pyongyang, en face de l'île de Turu.
- Le Pongsang (봉상강) rejoint le Taedong dans le quartier de Posan de l'Arrondissement de Chollima de Nampo